# Grant County (Oklahoma)
Grant County ist ein County im Bundesstaat Oklahoma der Vereinigten Staaten. Der Verwaltungssitz (County Seat) ist Medford. Das U.S. Census Bureau hat bei der Volkszählung 2020 eine Einwohnerzahl von 4.169 ermittelt.

## Geographie
Das County liegt im Norden von Oklahoma, grenzt an Kansas und hat eine Fläche von 2599 Quadratkilometern, wovon 8 Quadratkilometer Wasserfläche sind. Es grenzt im Uhrzeigersinn an folgende Countys: Sumner County (Kansas), Kay County, Garfield County, Alfalfa County und Harper County (Kansas).

## Geschichte

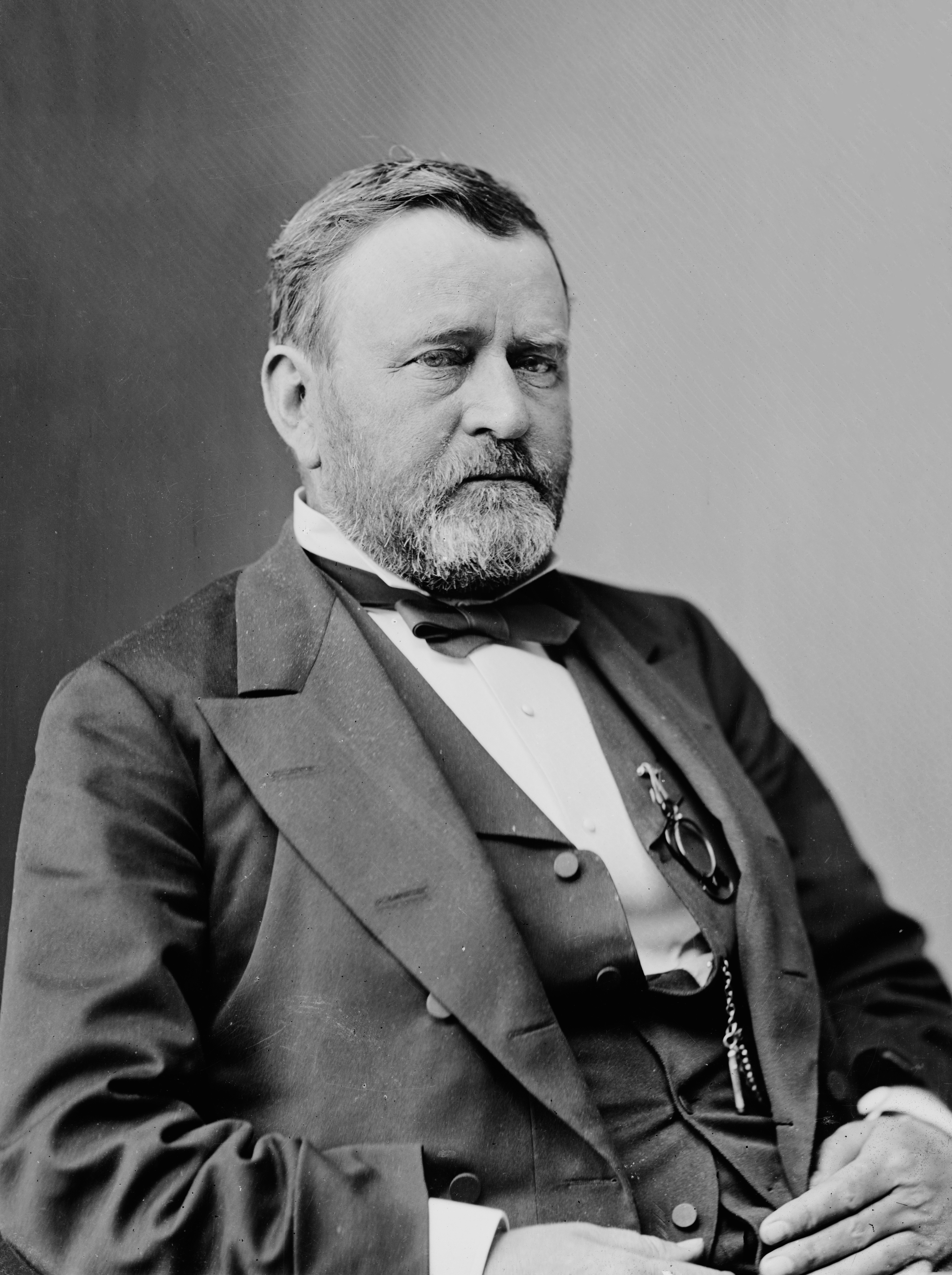
Ulysses S. Grant

Grant County wurde 1893 auf dem Gebiet des Cherokee Outlet gebildet. Besiedelt wurde das County durch weiße Siedler während der vierten offiziellen Land-Besitznahme (Oklahoma Land Run) vom 16. September 1893. Ursprünglich mit dem Buchstaben L bezeichnet, wurde es dann nach Ulysses S. Grant, dem 18. Präsidenten der Vereinigten Staaten benannt.
Die erste Besiedlung durch Weiße begann 1866, als eine Handelsstation am Chisholm Trail, nahe dem Round Pond Creek errichtet wurde. Ein Jahr später wurden die ersten Rinderherden auf dem Chisholm Trail auf dem Weg nach Abilene, Kansas, hier durch das Gebiet getrieben. Am 13. November 1879 wurde das erste Postbüro südöstlich des heutigen Medford eröffnet und 1888 stellte die Chicago, Kansas and Nebraska Railway ihre Eisenbahnlinie von Caldwell nach Pond Creek Station fertig.
Sechs Bauwerke und Stätten des Countys sind im National Register of Historic Places (NRHP) eingetragen (Stand 31. Mai 2018).

## Demografische Daten

Alterspyramide des Grant County

Nach der Volkszählung im Jahr 2000 lebten im Grant County 5.144 Menschen in 2.089 Haushalten und 1.456 Familien. Die Bevölkerungsdichte betrug 2 Einwohner pro Quadratkilometer. Ethnisch betrachtet setzte sich die Bevölkerung zusammen aus 95,31 Prozent Weißen, 0,08 Prozent Afroamerikanern, 2,45 Prozent amerikanischen Ureinwohnern, 0,14 Prozent Asiaten, 0,02 Prozent Bewohnern aus dem pazifischen Inselraum und 0,7 Prozent stammten aus anderen ethnischen Gruppen und 1,30 Prozent stammten von zwei oder mehr Ethnien ab. 1,85 Prozent der Bevölkerung waren spanischer oder lateinamerikanischer Abstammung.
Von den 2.089 Haushalten hatten 30,7 Prozent Kinder unter 18 Jahre, die im Haushalt lebten. 60,4 Prozent waren verheiratete, zusammenlebende Paare, 6,3 Prozent waren allein erziehende Mütter. 30,3 Prozent waren keine Familien, 28,4 Prozent waren Singlehaushalte und in 15,8 Prozent der Haushalte lebten Menschen im Alter von 65 Jahren oder darüber. Die durchschnittliche Haushaltsgröße betrug 2,42 und die durchschnittliche Familiengröße betrug 2,95 Personen.
25,2 Prozent der Bevölkerung waren unter 18 Jahre alt, 6,5 Prozent zwischen 18 und 24, 24,1 Prozent zwischen 25 und 44, 22,8 Prozent zwischen 45 und 64 und 21,4 Prozent waren 65 Jahre oder älter. Das Durchschnittsalter betrug 41 Jahre. Auf 100 weibliche Personen kamen 94,4 männliche Personen. Auf 100 Frauen im Alter von 18 Jahren oder darüber kamen 94,8 Männer.
Das jährliche Durchschnittseinkommen eines Haushalts betrug 28.977 USD und das durchschnittliche Einkommen einer Familie betrug 35.833 USD. Männer hatten ein durchschnittliches Einkommen von 26.837 USD gegenüber den Frauen mit 19.036 USD. Das Prokopfeinkommen betrug 15.709 USD. 10,5 Prozent der Familien und 13,7 Prozent der Bevölkerung lebten unterhalb der Armutsgrenze.